# Liste des personnalités les mieux payées sur TikTok en 2022
Cet article présente la liste des personnalités les mieux payés sur TikTok en 2022, selon le site du magazine américain Forbes,.

## Historique
Le classement est dominé par l'américaine Charlie D'Amelio.
| Rang | Nom             | revenus (en dollar américain) | Nombres d'abonnés |
| ---- | --------------- | ----------------------------- | ----------------- |
| 1    | Charli D'Amelio | 17,5 millions                 | 147.3 millions    |
| 2    | Dixie D'Amelio  | 10 millions                   | 57.5 millions     |
| 3    | Addison Rae     | 8.5 millions                  | 88.7 millions     |
| 4    | Bella Poarch    | 5 millions                    | 91.8 millions     |
| 4    | Josh Richards   | 5 millions                    | 25.7 millions     |
| 5    | Kris Collins    | 4.75 millions                 | 46.7 millions     |
| 5    | Avani Gregg     | 4.75 millions                 | 42.5 millions     |